# La Souris truquée
Betrayers of the Truth
La Souris truquée - Enquête sur la fraude scientifique (titre original en anglais : Betrayers of the Truth: Fraud and Deceit in the Halls of Science) est un essai de journalisme d'investigation scientifique de William Broad et Nicholas Wade, d'abord publié en 1982 par Simon & Schuster à New York, puis en 1983 également par Century Publishing à Londres et en 1985 avec un sous-titre légèrement raccourci (Fraud and Deceit in Science) par Oxford University Press. La traduction française paraît cinq ans après la parution de la version originale dans la collection Points Science des éditions du Seuil.
À travers divers exemples de fraude scientifique analysés en profondeur, l'ouvrage offre des pistes de réflexion et permet au lecteur de s'interroger sur la nature de la science et sur la méthode scientifique. Il critique notamment un certain nombre d'idées reçues selon lesquelles, par exemple, la science serait un processus strictement logique, l'objectivité serait l'essence même du travail des scientifiques, les erreurs seraient rapidement corrigées par un examen rigoureux par les pairs et la réplication des expériences. Toutes ces idées s'apparenteraient selon les auteurs à un « idéal mythique ». Ainsi ces derniers relèvent-ils dans leur préface :
| « Our conclusion, in brief, is that science bears little resemblance to its conventional portrait. We believe that the logical structure discernible in scientific knowledge says nothing about the process by which the structure was built or the mentality of the builders. In the acquisition of knowledge, scientists are not guided by logic and objectivity alone, but also by such nonrational factors as rhetoric, propaganda, and personal prejudice. Scientists do not depend solely on rational thought, and have no monopoly on it. » | « Notre conclusion, en deux mots, est que la science offre peu de ressemblance avec l'image classique que l'on a d'elle. Nous sommes persuadés que la structure logique perceptible dans la connaissance scientifique ne donne aucune information sur le processus par lequel cette structure s'est constituée ou sur la mentalité de ceux qui l'ont élaborée. Lors de l'acquisition des connaissances nouvelles, les scientifiques ne sont pas uniquement guidés par la logique et l'objectivité, mais également par des facteurs non rationnels tels que la rhétorique, la propagande et les préjugés personnels. Les scientifiques n'obéissent pas à la seule pensée rationnelle, et n'en détiennent pas le monopole. » |  |

Les études de cas vont de la manière de conduire les recherches à la manipulation des résultats et à la fabrication totale d'expériences entières,,.